# Lila De Nobili
Lila De Nobili (* 3. September 1916 in Castagnola, Kanton Tessin; † 19. Februar 2002 in Paris) war eine italienische Mode-Illustratorin, Bühnenbildnerin und Kostümbildnerin.

## Leben
De Nobilis Vater war aus einer alten italienischen Familie, und ihre Mutter stammte aus einer jüdisch-ungarischen Familie. Ein Onkel war der bekannte Maler Marcel Vértes. In den 1930er Jahren studierte sie mit dem Künstler Ferruccio Ferrazzi an der Akademie der Bildenden Künste in Rom.
Sie ließ sich im Jahre 1943 in Paris nieder, wo sie bis zu ihrem Tod 2002 lebte.

## Karriere
In Paris begann De Nobili mit Abbildungen der Haute-Couture-Kollektionen für verschiedene Zeitschriften, vor allem Vogue.
Lila De Nobili erstellt Bühnenbilder und Kostüme für viele der wichtigsten Opern-, Theater- und Filmproduktionen ihrer Zeit, darunter Engel Pavement (1947), Le voleur d' enfants (1948), A Streetcar Named Desire (1949), La Petite Lili (1951), Anna Karenina (1951), Gigi, Cyrano de Bergerac (1953), Ein Mädchen vom Lande (1954), Die Hexen von Salem (1954), La Plume de Ma Tante (1958), L' Arlésienne (1958), Carmen (1959) und The Aspern Papers (1961).